# Richard Ritterbusch
Richard Ritterbusch (* 1. Juni 1930 in Leipzig; † 29. November 2016 in Potsdam) war ein deutscher Regisseur, Drehbuchautor, Dramaturg, Redakteur und letzter Chefdramaturg des DEFA-Studios für Dokumentarfilme.

## Familie
Richard Ritterbusch war der einzige Sohn von Paul Ritterbusch, einem der profiliertesten nationalsozialistischen Wissenschaftsfunktionäre.

## Leben und Tätigkeit
Geboren in Leipzig, verbrachte Ritterbusch, aufgrund der Tätigkeit seines Vaters als Universitätsprofessor, seine Kindheit in Kiel. Er besuchte zu dieser Zeit die Marineschule Admiral-Graf-Spee. Durch gute Kontakte seines Vaters lebte Ritterbusch im Zuge der Kinderlandverschickung auf Gut Friederikenhof der Grafen von Platen in Schleswig-Holstein. Nachdem sein Vater aus beruflichen Gründen mit der Familie nach Pretzsch (Elbe) zog, verbrachte er die letzten Kriegstage als Melder im Volkssturm. Nach dem Krieg absolvierte Ritterbusch 1951 das Abitur am Melanchthon-Gymnasium in Lutherstadt Wittenberg. Während dieser Zeit kam Ritterbusch das erste Mal in Kontakt mit der KPD, schloss sich der damals losen Antifa-Jugend an und trat 1946 zur neugegründeten FDJ über.
1952 begann Ritterbusch sein Studium an der philosophischen Fakultät der Karl-Marx-Universität in Leipzig. Er studierte Philosophie unter dem renommierten deutsch-jüdischen Philosophen Ernst Bloch. 1956 machte Ritterbusch unter selbigem sein Diplom. Von 1956 bis 1961 war Ritterbusch wissenschaftlicher Oberassistent mit Lehrauftrag am Institut für Philosophie der Akademie für Staats- und Rechtswissenschaften in Potsdam-Babelsberg. Als Bloch-Schüler und Kritiker der SED-Führung wurde Ritterbusch 1961 aus dem Wissenschaftsleben der DDR und aus der SED ausgeschlossen.
Um sich als überzeugter Kommunist zu bewähren, ergriff Ritterbusch die Möglichkeit und arbeitete von 1961 bis 1966 bei der Urania-Gesellschaft.
1966 fing Ritterbusch zunächst als Dramaturgie-Assistent an, im DEFA-Studio für Dokumentarfilme zu arbeiten. 1967 erschien, anlässlich des 50. Jahrestages der Oktoberrevolution, sein erster Dokumentarfilm Energie / Filmmagazin zum 50. Jahrestag der Großen Sozialistischen Oktoberrevolution, bei dem Ritterbusch selbst Regie führte. Danach schloss er sich der Arbeitsgruppe von Karl Gass an und arbeitete fortan als Dramaturg. Von 1970 bis 1972 hatte er den Posten des stellvertretenden Direktors für Perspektive, Öffentlichkeits- und Auslandsarbeit des Studios inne. Danach war er Leiter der Arbeitsgruppe Kontakt in Potsdam-Babelsberg. 1978/79 sowie von 1983 bis 1987 war Ritterbusch Vorsitzender der Auswahlkommission des Leipziger Dokumentarfilmfestivals. 1987 trat er aus politischen Gründen von diesem Posten zurück. Ab 1988 war Ritterbusch Stellvertretender Studiodirektor und der letzte Chefdramaturg des DEFA-Studios für Dokumentarfilme. Nach der Wende war er weiterhin als Chefdramaturg sowie als Leiter der Film- und Fernsehproduktionen des Studios tätig. 1995 löste er sich von dem Studio und wirkte fortan in freischaffender Arbeit an Filmen und PR-Projekten mit.

## Filmografie

### Als Regisseur
- 1967: Energie / Filmmagazin zum 50. Jahrestag der Großen Sozialistischen Oktoberrevolution

### Als Dramaturg
- 1968: Gesicht einer Jugend
- 1969: Operationsforschung
- 1970: Die Rolle des Meisters im System der sozialistischen Betriebswirtschaft
- 1970: Optimum
- 1970: Junge Leute
- 1976: Roman Karmen – Chronist seiner Epoche
- 1984: Radnóti
- 1984: Abhängig
- 1985: Wissen Sie nicht, wo Herr Kisch ist?
- 1987: The Time Is Now – Jetzt ist die Zeit
- 1987: Aussaat und Ernte. Porträt eines LPG-Vorsitzenden
- 1989: Spuren

### Als Drehbuchautor
- 1967: Energie / Filmmagazin zum 50. Jahrestag der Großen Sozialistischen Oktoberrevolution
- 1968: Gesicht einer Jugend
- 1969: Hier und dort
- 1971: Wer, wenn nicht wir
- 1971: Im Auftrag der Klasse
- 1972: Traktorenwerker
- 1973: Pablo Neruda
- 1975: Mädchen in Wittstock
- 1985: Monolog eines jungen Mannes
- 1986: Auf dem Familienschacht
- 1987: Die Schmelzer